# Ulla Grimlund
Ulla Ebba Elisabet Grimlund, född 14 november 1932 i Stockholm, död 24 februari 2023 i Stockholm, var en svensk skådespelare. Grimlund grundade 1968 Miniteatern, en teaterskola för barn på Odengatan i Stockholm.

## Filmografi
- 1953 – Peter Pan (dubbning)
- 1954 – Seger i mörker
- 1955 – Den glade skomakaren

## Teater

### Roller
| År   | Roll | Produktion                                   | Regi          | Teater                      |
| ---- | ---- | -------------------------------------------- | ------------- | --------------------------- |
| 1960 |      | Våran station Ingmar Billow och Stig Browall | Ingmar Billow | Tantolundens friluftsteater |